# Kraftwerk Shoaiba

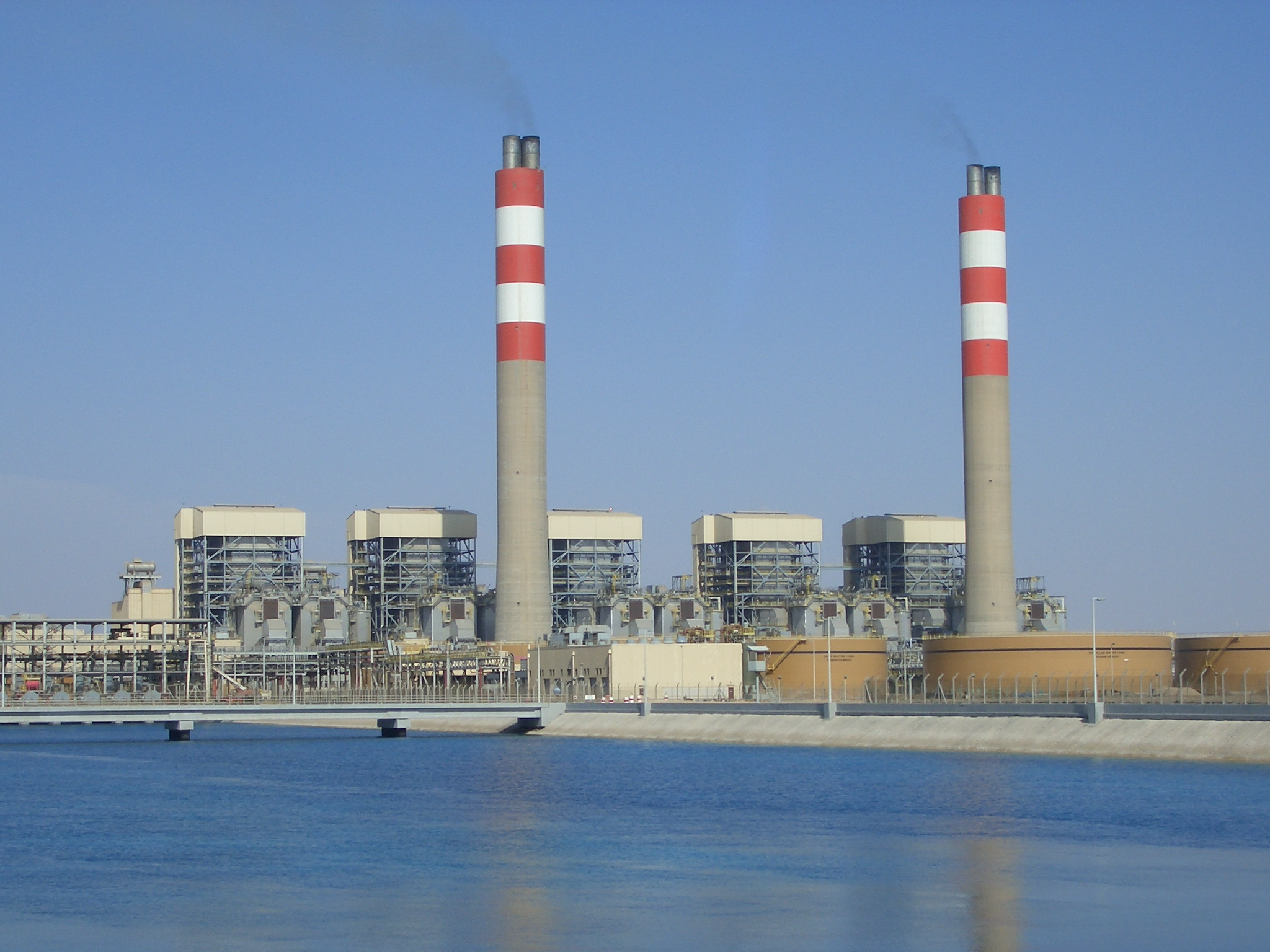

Das Kraftwerk Shoaiba ist ein Ölkraftwerk in Saudi-Arabien, das an der Küste des Roten Meeres knapp 100 km südlich von Dschidda gelegen ist. Mit einer installierten Leistung von 5.523 (bzw. 5.600) MW ist es das leistungsstärkste Kraftwerk in Saudi-Arabien und dient zur Abdeckung der Grundlast. Die Kosten der gesamten Anlage werden auf 5 Mrd. Dollar geschätzt, wovon 2,4 Mrd. Dollar auf die letzte Erweiterung (Shoaiba III) entfielen. In unmittelbarer Nähe zum Kraftwerk Shoaiba befinden sich Anlagen zur Meerwasserentsalzung.
Das Öl wird per Schiff angeliefert. Das Kraftwerk Shoaiba verfügt deshalb über einen eigenen Pier, an dem Tanker mit bis zu 100.000 dwt anlegen können. Der Pier wird auch vom Independent Water and Power Project (IWPP) zur Versorgung mit Rohöl benutzt.

## Kraftwerksblöcke
Das Kraftwerk Shoaiba besteht aus insgesamt 14 Blöcken, die in drei Abschnitten (Shoaiba I bis III) errichtet wurden. Da sich die Quellen bzgl. der maximalen Leistung der einzelnen Blöcke nur geringfügig unterscheiden (393 bzw. 400 MW je Block), wird im Folgenden die maximale Leistung je Block mit 400 MW angesetzt.
Alle Anlagenteile (Kessel, Turbinen und Generatoren) für Shoaiba I bis III wurden von Alstom geliefert. Abweichend davon behauptet diese Quelle, dass die ersten drei Blöcke von Shoaiba I von einem ABB-geführten Konsortium errichtet wurde und dass nur die letzten beiden Blöcke von Shoaiba I durch ein Alstom-geführtes Konsortium realisiert wurden.

### Shoaiba I
Der Vertrag wurde im Jahre 1998 unterzeichnet. Die ersten drei Blöcke gingen im Juni 2001, Februar 2002 und Juni 2002 in Betrieb. Im Januar 2003 und Juni 2003 folgten weitere zwei Blöcke. Die Kosten betrugen 1,5 Mrd. Dollar (850 Mio. für den ersten Teil sowie weitere 650 Mio. für den zweiten Teil von Shoaiba I).

### Shoaiba II
Weitere sechs Kraftwerksblöcke wurden realisiert; die ersten drei Blöcke gingen im Juni, Juli und Dezember 2006 in Betrieb, die restlichen drei im Jahre 2007.

### Shoaiba III
Nachdem im September 2008 das Projekt gestartet wurde, gingen die drei Blöcke im Jahre 2012 bereits vor dem geplanten Fertigstellungstermin in Betrieb. Die Kosten betrugen 2,4 Mrd. Dollar.

## Anlagen zur Meerwasserentsalzung
Für den Betrieb des Kraftwerks Shoaiba sind Anlagen zur Meerwasserentsalzung nötig, die in unmittelbarer Nachbarschaft liegen, um das Kraftwerk mit Wasser versorgen zu können. Das Kraftwerk versorgt andererseits die Entsalzungsanlagen mit dem nötigen Dampf für die mehrstufige Entspannungsverdampfung (MSF).

### Anlage 1
Im Jahre 2000 ging eine erste Anlage in Betrieb, die 50 Mio. m³ Meerwasser pro Jahr entsalzen kann. Die Anlage wurde von Doosan Heavy Industries im Auftrag der staatlichen Saline Water Conversion Corporation (SWCC) errichtet. 2011 erhielt eine japanische Firma den Auftrag, die Anlage 1 zu überholen, um damit ihre Lebensdauer zu verlängern. Die Quelle spricht davon, dass die Entsalzungsanlage aus 10 Einheiten mit einer jeweiligen Tageskapazität von 22.000 m³ Meerwasser besteht, was ca. 80 Mio. m³ pro Jahr entsprechen würde.

### Anlage 2
2003 folgte eine zweite Anlage, die weitere 100 Mio. m³ Meerwasser pro Jahr entsalzen kann. Auch diese Anlage wurde von Doosan errichtet und kostete 1 Mrd. Dollar.

### Anlage 3
Das Shoaiba Independent Water and Power Project (IWPP) wurde von der saudischen Water & Electricity Company (WEC) in Auftrag gegeben. Die Anlage verfügt über ein eigenes Kraftwerk mit 900 MW und die Tageskapazität der Entsalzungsanlage liegt bei 880.000 m³. Das gewonnene Trinkwasser wird dann von einer Pumpstation über eine 80 km lange Pipeline in das Versorgungsnetz der SWCC geleitet. Die Kosten für das gesamte Projekt lagen bei 2,4 Mrd. Dollar, es ist seit Juli 2009 in Betrieb.